# Александър III (мост)
Вижте пояснителната страница за други личности с името Александър III.
„Александър III“ (на френски: Alexandre III) е пътен мост над река Сена в Париж, столицата на Франция, често определян като най-екстравагантния и декориран мост в града.
Мостът е построен през 1896 – 1900 година и носи името на Александър III, император на Русия, която по това време е съюзник на Франция. През 1896 г. Николай II посещава Париж.
Конструкцията му е авангардна за времето си стоманена 3-ставна дъга, пресичаща реката с отвор с дължина 107,5 m. Общата дължина на моста е 160 m, а ширината му е 40 m.
Архитектурата на моста е сходна с тази на разположената в близост и строена по същото време сграда на Гран Пале. Той е богато украсен с лампи, херувими, нимфи и крилати коне в стил ар нуво.